# Ругазі (комуна)
3°011′ пд. ш. 29°030′ сх. д. / 3.183° пд. ш. 29.500° сх. д.
Ругазі — одна з комун провінції Бубанза, на північному заході Бурунді. Центр — однойменне містечко Ругазі. Тут розташовано 14 колін.